# Невеста в трауре
«Невеста в трауре» или «Скорбящая невеста» (англ. The Mourning Bride) — трагедия английского драматурга Уильяма Конгрива, впервые поставленная на сцене в феврале 1697 года. Имела большой успех у публики: в истории Альфонсо и Альмерии зрители увидели завуалированное изображение «Славной революции».